# Nikolai Iwanowitsch Karpow
Nikolai Iwanowitsch Karpow (russisch Николай Иванович Карпов; * 8. November 1929 in Moskau; † 7. November 2013 ebenda) war ein sowjetisch-russischer Eishockeyspieler und -trainer.

## Karriere
Während seiner Karriere spielte der Verteidiger bei ZDSA Moskau, ODO Leningrad, HK Dynamo Moskau und Krylja Sowetow Moskau. 1952 wurde Karpow mit ZDSA Moskau sowjetischer Vizemeister und erreichte von 1955 bis 1959 fünf Mal in Folge mit dem HK Dynamo Moskau bzw. Krylja Sowetow Moskau den dritten Platz. Mit Dynamo Moskau qualifizierte er sich 1955 und 1956 für das Endspiel des sowjetischen Pokals. Insgesamt erzielte er 43 Tore in 340 Spielen in der sowjetischen Liga. So wurde er in das Team der sowjetischen Eishockeynationalmannschaft berufen. Am 1. November 1954 stand er in einem Spiel gegen Deutschland zum ersten Mal für die Sbornaja auf dem Eis. Seine internationale Karriere wurde mit der Bronzemedaille bei den Olympischen Winterspielen 1960 gekrönt. Für die Nationalmannschaft erzielte er drei Tore in 15 Länderspielen. Am 25. Februar 1960 bestritt er sein letztes Länderspiel. Später schlug Karpow eine Laufbahn als Trainer ein und agierte von 1968 bis 1970 und 1975 bis 1977 als Cheftrainer beim HK Spartak Moskau. Mit diesem gewann er 1969 und 1976 den sowjetischen Meistertitel. Von 1978 bis 1979 stand Karpow beim HK Lokomotive Moskau hinter der Bande. Es folgten vier Jahre in derselben Position bei Torpedo Gorki.

## Belege
1. ↑  spartak-history.ru: Карпов Николай Иванович Легенда хоккейного клуба «СПАРТАК» (Москва) (russisch), abgerufen am 8. November 2013

| Personendaten    | Personendaten                              |
| ---------------- | ------------------------------------------ |
| NAME             | Karpow, Nikolai Iwanowitsch                |
| ALTERNATIVNAMEN  | Карпов, Николай Иванович (russisch)        |
| KURZBESCHREIBUNG | sowjetischer Eishockeyspieler und -trainer |
| GEBURTSDATUM     | 8. November 1929                           |
| GEBURTSORT       | Moskau                                     |
| STERBEDATUM      | 7. November 2013                           |
| STERBEORT        | Moskau                                     |